# Легенда про пермського ведмедя
«Легенда про пермського ведмедя» (рос. «Легенда о пермском медведе») або «Ведмідь, що йде» (рос. «Идущий медведь») — скульптура в Пермі, що зображає ведмедя, що йде (символ, зображений на гербі міста). За словами авторів проекту, ідея пам'ятника пов'язана з уявленням іноземців про те, що «по вулицях уральських міст обов'язково повинні ходити ведмеді». Скульптура знаходиться в центральній частині міста, на вулиці Леніна, перед будівлею Органного концертного залу Пермської обласної філармонії і поблизу будівлі Законодавчих зборів Пермського краю. Автор пам'ятника — скульптор-монументаліст з Нижнього Тагіла Володимир Павленко, член Союзу художників Росії і Міжнародної асоціації мистецтв ЮНЕСКО. Монумент виготовлений з штучного каменя і займає площу близько 3,5 м². Маса ведмедя — 2,5 т, основи пам'ятника — 1 т.

Скульптура була відкрита 9 вересня 2006 року. На церемонії присутні: представники фонду скульпторів «Єднання», дирекції програми «Перм — культурна столиця Поволжья», творчій громадськості; уповноважений з прав людини в Пермському краю і почесні громадяни міста Пермі. Директор фонду скульпторів Росії «Єднання» Олексій Тютнев висловився про скульптуру:

Могутню енергетику каменя, з якого зроблена скульптура, може відчути кожен, варто лише доторкнутися до ведмедя. Тільки-тільки з'явившись, Михайло Потапич відразу став неймовірно популярною особою. Діти і дорослі вже фотографуються в обнімку з ведмедем і верхи на нім. А шестирічна Оксана, вирішивши пригостити ведмежати, поклала йому на голову шоколадну цукерочку. Така ось всенародна любов!

У 2007 році у зв'язку з ремонтом будівлі Законодавчих зборів Пермського краю скульптура була тимчасово видалена, а 12 червня, після завершення впорядкування майданчика, повернена на колишнє місце.

Ведмідь на гербі Пермі.